# Uri Avner
Uri Avner (Petah Tiqwa, 13 gennaio 1941 – 10 giugno 2014) è stato uno scacchista e compositore di scacchi israeliano.
Iniziò ad interessarsi alla problemistica fin da giovanissimo, pubblicando il suo primo lavoro all'età di 12 anni. Smise di comporre problemi all'età di 17 anni, ritornando in attività in questo campo solo vent'anni dopo.
Ha composto problemi di vari tipi, ma è uno specialista di automatti e problemi eterodossi. Ha vinto quattro volte il torneo mondiale di composizione (World Chess Composition Tourney - WCCT), tre volte nella sezione automatti e una nella sezione fairies (eterodossi). Vincitore della medaglia d'argento nel 2º campionato del mondo della composizione 2004-2006, nella sezione automatti.
È stato editore e capo-redattore per 25 anni della rivista specializzata israeliana Variantim ed ha organizzato tre congressi della PCCC (Permanent Commission for Chess Composition): nel 1983 a Bat Yam, nel 1996 a Tel Aviv, nel 1999 a Netanya.
Nel 2009 ha ottenuto dalla WFCC il titolo di Grande Maestro della composizione.
Dal 2006 al 2010 è stato presidente della WFCC.
Uri Avner è stato anche un forte giocatore a tavolino, vincitore di diversi importanti tornei in Israele. È autore o coautore di diversi libri sulla problemistica.

## Un problema d'esempio
|   | a | b | c | d | e | f | g | h |   |
| 8 | c6 pedone del nero · c5 alfiere del bianco · b4 pedone del nero · c3 pedone del nero · d3 cavallo del bianco · f3 cavallo del bianco · g3 pedone del nero · b2 pedone del bianco · c2 pedone del bianco · e2 cavallo del nero · g2 pedone del bianco · d1 alfiere del bianco · f1 re del nero · h1 re del bianco | c6 pedone del nero · c5 alfiere del bianco · b4 pedone del nero · c3 pedone del nero · d3 cavallo del bianco · f3 cavallo del bianco · g3 pedone del nero · b2 pedone del bianco · c2 pedone del bianco · e2 cavallo del nero · g2 pedone del bianco · d1 alfiere del bianco · f1 re del nero · h1 re del bianco | c6 pedone del nero · c5 alfiere del bianco · b4 pedone del nero · c3 pedone del nero · d3 cavallo del bianco · f3 cavallo del bianco · g3 pedone del nero · b2 pedone del bianco · c2 pedone del bianco · e2 cavallo del nero · g2 pedone del bianco · d1 alfiere del bianco · f1 re del nero · h1 re del bianco | c6 pedone del nero · c5 alfiere del bianco · b4 pedone del nero · c3 pedone del nero · d3 cavallo del bianco · f3 cavallo del bianco · g3 pedone del nero · b2 pedone del bianco · c2 pedone del bianco · e2 cavallo del nero · g2 pedone del bianco · d1 alfiere del bianco · f1 re del nero · h1 re del bianco | c6 pedone del nero · c5 alfiere del bianco · b4 pedone del nero · c3 pedone del nero · d3 cavallo del bianco · f3 cavallo del bianco · g3 pedone del nero · b2 pedone del bianco · c2 pedone del bianco · e2 cavallo del nero · g2 pedone del bianco · d1 alfiere del bianco · f1 re del nero · h1 re del bianco | c6 pedone del nero · c5 alfiere del bianco · b4 pedone del nero · c3 pedone del nero · d3 cavallo del bianco · f3 cavallo del bianco · g3 pedone del nero · b2 pedone del bianco · c2 pedone del bianco · e2 cavallo del nero · g2 pedone del bianco · d1 alfiere del bianco · f1 re del nero · h1 re del bianco | c6 pedone del nero · c5 alfiere del bianco · b4 pedone del nero · c3 pedone del nero · d3 cavallo del bianco · f3 cavallo del bianco · g3 pedone del nero · b2 pedone del bianco · c2 pedone del bianco · e2 cavallo del nero · g2 pedone del bianco · d1 alfiere del bianco · f1 re del nero · h1 re del bianco | c6 pedone del nero · c5 alfiere del bianco · b4 pedone del nero · c3 pedone del nero · d3 cavallo del bianco · f3 cavallo del bianco · g3 pedone del nero · b2 pedone del bianco · c2 pedone del bianco · e2 cavallo del nero · g2 pedone del bianco · d1 alfiere del bianco · f1 re del nero · h1 re del bianco | 8 |
| 7 | c6 pedone del nero · c5 alfiere del bianco · b4 pedone del nero · c3 pedone del nero · d3 cavallo del bianco · f3 cavallo del bianco · g3 pedone del nero · b2 pedone del bianco · c2 pedone del bianco · e2 cavallo del nero · g2 pedone del bianco · d1 alfiere del bianco · f1 re del nero · h1 re del bianco | c6 pedone del nero · c5 alfiere del bianco · b4 pedone del nero · c3 pedone del nero · d3 cavallo del bianco · f3 cavallo del bianco · g3 pedone del nero · b2 pedone del bianco · c2 pedone del bianco · e2 cavallo del nero · g2 pedone del bianco · d1 alfiere del bianco · f1 re del nero · h1 re del bianco | c6 pedone del nero · c5 alfiere del bianco · b4 pedone del nero · c3 pedone del nero · d3 cavallo del bianco · f3 cavallo del bianco · g3 pedone del nero · b2 pedone del bianco · c2 pedone del bianco · e2 cavallo del nero · g2 pedone del bianco · d1 alfiere del bianco · f1 re del nero · h1 re del bianco | c6 pedone del nero · c5 alfiere del bianco · b4 pedone del nero · c3 pedone del nero · d3 cavallo del bianco · f3 cavallo del bianco · g3 pedone del nero · b2 pedone del bianco · c2 pedone del bianco · e2 cavallo del nero · g2 pedone del bianco · d1 alfiere del bianco · f1 re del nero · h1 re del bianco | c6 pedone del nero · c5 alfiere del bianco · b4 pedone del nero · c3 pedone del nero · d3 cavallo del bianco · f3 cavallo del bianco · g3 pedone del nero · b2 pedone del bianco · c2 pedone del bianco · e2 cavallo del nero · g2 pedone del bianco · d1 alfiere del bianco · f1 re del nero · h1 re del bianco | c6 pedone del nero · c5 alfiere del bianco · b4 pedone del nero · c3 pedone del nero · d3 cavallo del bianco · f3 cavallo del bianco · g3 pedone del nero · b2 pedone del bianco · c2 pedone del bianco · e2 cavallo del nero · g2 pedone del bianco · d1 alfiere del bianco · f1 re del nero · h1 re del bianco | c6 pedone del nero · c5 alfiere del bianco · b4 pedone del nero · c3 pedone del nero · d3 cavallo del bianco · f3 cavallo del bianco · g3 pedone del nero · b2 pedone del bianco · c2 pedone del bianco · e2 cavallo del nero · g2 pedone del bianco · d1 alfiere del bianco · f1 re del nero · h1 re del bianco | c6 pedone del nero · c5 alfiere del bianco · b4 pedone del nero · c3 pedone del nero · d3 cavallo del bianco · f3 cavallo del bianco · g3 pedone del nero · b2 pedone del bianco · c2 pedone del bianco · e2 cavallo del nero · g2 pedone del bianco · d1 alfiere del bianco · f1 re del nero · h1 re del bianco | 7 |
| 6 | c6 pedone del nero · c5 alfiere del bianco · b4 pedone del nero · c3 pedone del nero · d3 cavallo del bianco · f3 cavallo del bianco · g3 pedone del nero · b2 pedone del bianco · c2 pedone del bianco · e2 cavallo del nero · g2 pedone del bianco · d1 alfiere del bianco · f1 re del nero · h1 re del bianco | c6 pedone del nero · c5 alfiere del bianco · b4 pedone del nero · c3 pedone del nero · d3 cavallo del bianco · f3 cavallo del bianco · g3 pedone del nero · b2 pedone del bianco · c2 pedone del bianco · e2 cavallo del nero · g2 pedone del bianco · d1 alfiere del bianco · f1 re del nero · h1 re del bianco | c6 pedone del nero · c5 alfiere del bianco · b4 pedone del nero · c3 pedone del nero · d3 cavallo del bianco · f3 cavallo del bianco · g3 pedone del nero · b2 pedone del bianco · c2 pedone del bianco · e2 cavallo del nero · g2 pedone del bianco · d1 alfiere del bianco · f1 re del nero · h1 re del bianco | c6 pedone del nero · c5 alfiere del bianco · b4 pedone del nero · c3 pedone del nero · d3 cavallo del bianco · f3 cavallo del bianco · g3 pedone del nero · b2 pedone del bianco · c2 pedone del bianco · e2 cavallo del nero · g2 pedone del bianco · d1 alfiere del bianco · f1 re del nero · h1 re del bianco | c6 pedone del nero · c5 alfiere del bianco · b4 pedone del nero · c3 pedone del nero · d3 cavallo del bianco · f3 cavallo del bianco · g3 pedone del nero · b2 pedone del bianco · c2 pedone del bianco · e2 cavallo del nero · g2 pedone del bianco · d1 alfiere del bianco · f1 re del nero · h1 re del bianco | c6 pedone del nero · c5 alfiere del bianco · b4 pedone del nero · c3 pedone del nero · d3 cavallo del bianco · f3 cavallo del bianco · g3 pedone del nero · b2 pedone del bianco · c2 pedone del bianco · e2 cavallo del nero · g2 pedone del bianco · d1 alfiere del bianco · f1 re del nero · h1 re del bianco | c6 pedone del nero · c5 alfiere del bianco · b4 pedone del nero · c3 pedone del nero · d3 cavallo del bianco · f3 cavallo del bianco · g3 pedone del nero · b2 pedone del bianco · c2 pedone del bianco · e2 cavallo del nero · g2 pedone del bianco · d1 alfiere del bianco · f1 re del nero · h1 re del bianco | c6 pedone del nero · c5 alfiere del bianco · b4 pedone del nero · c3 pedone del nero · d3 cavallo del bianco · f3 cavallo del bianco · g3 pedone del nero · b2 pedone del bianco · c2 pedone del bianco · e2 cavallo del nero · g2 pedone del bianco · d1 alfiere del bianco · f1 re del nero · h1 re del bianco | 6 |
| 5 | c6 pedone del nero · c5 alfiere del bianco · b4 pedone del nero · c3 pedone del nero · d3 cavallo del bianco · f3 cavallo del bianco · g3 pedone del nero · b2 pedone del bianco · c2 pedone del bianco · e2 cavallo del nero · g2 pedone del bianco · d1 alfiere del bianco · f1 re del nero · h1 re del bianco | c6 pedone del nero · c5 alfiere del bianco · b4 pedone del nero · c3 pedone del nero · d3 cavallo del bianco · f3 cavallo del bianco · g3 pedone del nero · b2 pedone del bianco · c2 pedone del bianco · e2 cavallo del nero · g2 pedone del bianco · d1 alfiere del bianco · f1 re del nero · h1 re del bianco | c6 pedone del nero · c5 alfiere del bianco · b4 pedone del nero · c3 pedone del nero · d3 cavallo del bianco · f3 cavallo del bianco · g3 pedone del nero · b2 pedone del bianco · c2 pedone del bianco · e2 cavallo del nero · g2 pedone del bianco · d1 alfiere del bianco · f1 re del nero · h1 re del bianco | c6 pedone del nero · c5 alfiere del bianco · b4 pedone del nero · c3 pedone del nero · d3 cavallo del bianco · f3 cavallo del bianco · g3 pedone del nero · b2 pedone del bianco · c2 pedone del bianco · e2 cavallo del nero · g2 pedone del bianco · d1 alfiere del bianco · f1 re del nero · h1 re del bianco | c6 pedone del nero · c5 alfiere del bianco · b4 pedone del nero · c3 pedone del nero · d3 cavallo del bianco · f3 cavallo del bianco · g3 pedone del nero · b2 pedone del bianco · c2 pedone del bianco · e2 cavallo del nero · g2 pedone del bianco · d1 alfiere del bianco · f1 re del nero · h1 re del bianco | c6 pedone del nero · c5 alfiere del bianco · b4 pedone del nero · c3 pedone del nero · d3 cavallo del bianco · f3 cavallo del bianco · g3 pedone del nero · b2 pedone del bianco · c2 pedone del bianco · e2 cavallo del nero · g2 pedone del bianco · d1 alfiere del bianco · f1 re del nero · h1 re del bianco | c6 pedone del nero · c5 alfiere del bianco · b4 pedone del nero · c3 pedone del nero · d3 cavallo del bianco · f3 cavallo del bianco · g3 pedone del nero · b2 pedone del bianco · c2 pedone del bianco · e2 cavallo del nero · g2 pedone del bianco · d1 alfiere del bianco · f1 re del nero · h1 re del bianco | c6 pedone del nero · c5 alfiere del bianco · b4 pedone del nero · c3 pedone del nero · d3 cavallo del bianco · f3 cavallo del bianco · g3 pedone del nero · b2 pedone del bianco · c2 pedone del bianco · e2 cavallo del nero · g2 pedone del bianco · d1 alfiere del bianco · f1 re del nero · h1 re del bianco | 5 |
| 4 | c6 pedone del nero · c5 alfiere del bianco · b4 pedone del nero · c3 pedone del nero · d3 cavallo del bianco · f3 cavallo del bianco · g3 pedone del nero · b2 pedone del bianco · c2 pedone del bianco · e2 cavallo del nero · g2 pedone del bianco · d1 alfiere del bianco · f1 re del nero · h1 re del bianco | c6 pedone del nero · c5 alfiere del bianco · b4 pedone del nero · c3 pedone del nero · d3 cavallo del bianco · f3 cavallo del bianco · g3 pedone del nero · b2 pedone del bianco · c2 pedone del bianco · e2 cavallo del nero · g2 pedone del bianco · d1 alfiere del bianco · f1 re del nero · h1 re del bianco | c6 pedone del nero · c5 alfiere del bianco · b4 pedone del nero · c3 pedone del nero · d3 cavallo del bianco · f3 cavallo del bianco · g3 pedone del nero · b2 pedone del bianco · c2 pedone del bianco · e2 cavallo del nero · g2 pedone del bianco · d1 alfiere del bianco · f1 re del nero · h1 re del bianco | c6 pedone del nero · c5 alfiere del bianco · b4 pedone del nero · c3 pedone del nero · d3 cavallo del bianco · f3 cavallo del bianco · g3 pedone del nero · b2 pedone del bianco · c2 pedone del bianco · e2 cavallo del nero · g2 pedone del bianco · d1 alfiere del bianco · f1 re del nero · h1 re del bianco | c6 pedone del nero · c5 alfiere del bianco · b4 pedone del nero · c3 pedone del nero · d3 cavallo del bianco · f3 cavallo del bianco · g3 pedone del nero · b2 pedone del bianco · c2 pedone del bianco · e2 cavallo del nero · g2 pedone del bianco · d1 alfiere del bianco · f1 re del nero · h1 re del bianco | c6 pedone del nero · c5 alfiere del bianco · b4 pedone del nero · c3 pedone del nero · d3 cavallo del bianco · f3 cavallo del bianco · g3 pedone del nero · b2 pedone del bianco · c2 pedone del bianco · e2 cavallo del nero · g2 pedone del bianco · d1 alfiere del bianco · f1 re del nero · h1 re del bianco | c6 pedone del nero · c5 alfiere del bianco · b4 pedone del nero · c3 pedone del nero · d3 cavallo del bianco · f3 cavallo del bianco · g3 pedone del nero · b2 pedone del bianco · c2 pedone del bianco · e2 cavallo del nero · g2 pedone del bianco · d1 alfiere del bianco · f1 re del nero · h1 re del bianco | c6 pedone del nero · c5 alfiere del bianco · b4 pedone del nero · c3 pedone del nero · d3 cavallo del bianco · f3 cavallo del bianco · g3 pedone del nero · b2 pedone del bianco · c2 pedone del bianco · e2 cavallo del nero · g2 pedone del bianco · d1 alfiere del bianco · f1 re del nero · h1 re del bianco | 4 |
| 3 | c6 pedone del nero · c5 alfiere del bianco · b4 pedone del nero · c3 pedone del nero · d3 cavallo del bianco · f3 cavallo del bianco · g3 pedone del nero · b2 pedone del bianco · c2 pedone del bianco · e2 cavallo del nero · g2 pedone del bianco · d1 alfiere del bianco · f1 re del nero · h1 re del bianco | c6 pedone del nero · c5 alfiere del bianco · b4 pedone del nero · c3 pedone del nero · d3 cavallo del bianco · f3 cavallo del bianco · g3 pedone del nero · b2 pedone del bianco · c2 pedone del bianco · e2 cavallo del nero · g2 pedone del bianco · d1 alfiere del bianco · f1 re del nero · h1 re del bianco | c6 pedone del nero · c5 alfiere del bianco · b4 pedone del nero · c3 pedone del nero · d3 cavallo del bianco · f3 cavallo del bianco · g3 pedone del nero · b2 pedone del bianco · c2 pedone del bianco · e2 cavallo del nero · g2 pedone del bianco · d1 alfiere del bianco · f1 re del nero · h1 re del bianco | c6 pedone del nero · c5 alfiere del bianco · b4 pedone del nero · c3 pedone del nero · d3 cavallo del bianco · f3 cavallo del bianco · g3 pedone del nero · b2 pedone del bianco · c2 pedone del bianco · e2 cavallo del nero · g2 pedone del bianco · d1 alfiere del bianco · f1 re del nero · h1 re del bianco | c6 pedone del nero · c5 alfiere del bianco · b4 pedone del nero · c3 pedone del nero · d3 cavallo del bianco · f3 cavallo del bianco · g3 pedone del nero · b2 pedone del bianco · c2 pedone del bianco · e2 cavallo del nero · g2 pedone del bianco · d1 alfiere del bianco · f1 re del nero · h1 re del bianco | c6 pedone del nero · c5 alfiere del bianco · b4 pedone del nero · c3 pedone del nero · d3 cavallo del bianco · f3 cavallo del bianco · g3 pedone del nero · b2 pedone del bianco · c2 pedone del bianco · e2 cavallo del nero · g2 pedone del bianco · d1 alfiere del bianco · f1 re del nero · h1 re del bianco | c6 pedone del nero · c5 alfiere del bianco · b4 pedone del nero · c3 pedone del nero · d3 cavallo del bianco · f3 cavallo del bianco · g3 pedone del nero · b2 pedone del bianco · c2 pedone del bianco · e2 cavallo del nero · g2 pedone del bianco · d1 alfiere del bianco · f1 re del nero · h1 re del bianco | c6 pedone del nero · c5 alfiere del bianco · b4 pedone del nero · c3 pedone del nero · d3 cavallo del bianco · f3 cavallo del bianco · g3 pedone del nero · b2 pedone del bianco · c2 pedone del bianco · e2 cavallo del nero · g2 pedone del bianco · d1 alfiere del bianco · f1 re del nero · h1 re del bianco | 3 |
| 2 | c6 pedone del nero · c5 alfiere del bianco · b4 pedone del nero · c3 pedone del nero · d3 cavallo del bianco · f3 cavallo del bianco · g3 pedone del nero · b2 pedone del bianco · c2 pedone del bianco · e2 cavallo del nero · g2 pedone del bianco · d1 alfiere del bianco · f1 re del nero · h1 re del bianco | c6 pedone del nero · c5 alfiere del bianco · b4 pedone del nero · c3 pedone del nero · d3 cavallo del bianco · f3 cavallo del bianco · g3 pedone del nero · b2 pedone del bianco · c2 pedone del bianco · e2 cavallo del nero · g2 pedone del bianco · d1 alfiere del bianco · f1 re del nero · h1 re del bianco | c6 pedone del nero · c5 alfiere del bianco · b4 pedone del nero · c3 pedone del nero · d3 cavallo del bianco · f3 cavallo del bianco · g3 pedone del nero · b2 pedone del bianco · c2 pedone del bianco · e2 cavallo del nero · g2 pedone del bianco · d1 alfiere del bianco · f1 re del nero · h1 re del bianco | c6 pedone del nero · c5 alfiere del bianco · b4 pedone del nero · c3 pedone del nero · d3 cavallo del bianco · f3 cavallo del bianco · g3 pedone del nero · b2 pedone del bianco · c2 pedone del bianco · e2 cavallo del nero · g2 pedone del bianco · d1 alfiere del bianco · f1 re del nero · h1 re del bianco | c6 pedone del nero · c5 alfiere del bianco · b4 pedone del nero · c3 pedone del nero · d3 cavallo del bianco · f3 cavallo del bianco · g3 pedone del nero · b2 pedone del bianco · c2 pedone del bianco · e2 cavallo del nero · g2 pedone del bianco · d1 alfiere del bianco · f1 re del nero · h1 re del bianco | c6 pedone del nero · c5 alfiere del bianco · b4 pedone del nero · c3 pedone del nero · d3 cavallo del bianco · f3 cavallo del bianco · g3 pedone del nero · b2 pedone del bianco · c2 pedone del bianco · e2 cavallo del nero · g2 pedone del bianco · d1 alfiere del bianco · f1 re del nero · h1 re del bianco | c6 pedone del nero · c5 alfiere del bianco · b4 pedone del nero · c3 pedone del nero · d3 cavallo del bianco · f3 cavallo del bianco · g3 pedone del nero · b2 pedone del bianco · c2 pedone del bianco · e2 cavallo del nero · g2 pedone del bianco · d1 alfiere del bianco · f1 re del nero · h1 re del bianco | c6 pedone del nero · c5 alfiere del bianco · b4 pedone del nero · c3 pedone del nero · d3 cavallo del bianco · f3 cavallo del bianco · g3 pedone del nero · b2 pedone del bianco · c2 pedone del bianco · e2 cavallo del nero · g2 pedone del bianco · d1 alfiere del bianco · f1 re del nero · h1 re del bianco | 2 |
| 1 | c6 pedone del nero · c5 alfiere del bianco · b4 pedone del nero · c3 pedone del nero · d3 cavallo del bianco · f3 cavallo del bianco · g3 pedone del nero · b2 pedone del bianco · c2 pedone del bianco · e2 cavallo del nero · g2 pedone del bianco · d1 alfiere del bianco · f1 re del nero · h1 re del bianco | c6 pedone del nero · c5 alfiere del bianco · b4 pedone del nero · c3 pedone del nero · d3 cavallo del bianco · f3 cavallo del bianco · g3 pedone del nero · b2 pedone del bianco · c2 pedone del bianco · e2 cavallo del nero · g2 pedone del bianco · d1 alfiere del bianco · f1 re del nero · h1 re del bianco | c6 pedone del nero · c5 alfiere del bianco · b4 pedone del nero · c3 pedone del nero · d3 cavallo del bianco · f3 cavallo del bianco · g3 pedone del nero · b2 pedone del bianco · c2 pedone del bianco · e2 cavallo del nero · g2 pedone del bianco · d1 alfiere del bianco · f1 re del nero · h1 re del bianco | c6 pedone del nero · c5 alfiere del bianco · b4 pedone del nero · c3 pedone del nero · d3 cavallo del bianco · f3 cavallo del bianco · g3 pedone del nero · b2 pedone del bianco · c2 pedone del bianco · e2 cavallo del nero · g2 pedone del bianco · d1 alfiere del bianco · f1 re del nero · h1 re del bianco | c6 pedone del nero · c5 alfiere del bianco · b4 pedone del nero · c3 pedone del nero · d3 cavallo del bianco · f3 cavallo del bianco · g3 pedone del nero · b2 pedone del bianco · c2 pedone del bianco · e2 cavallo del nero · g2 pedone del bianco · d1 alfiere del bianco · f1 re del nero · h1 re del bianco | c6 pedone del nero · c5 alfiere del bianco · b4 pedone del nero · c3 pedone del nero · d3 cavallo del bianco · f3 cavallo del bianco · g3 pedone del nero · b2 pedone del bianco · c2 pedone del bianco · e2 cavallo del nero · g2 pedone del bianco · d1 alfiere del bianco · f1 re del nero · h1 re del bianco | c6 pedone del nero · c5 alfiere del bianco · b4 pedone del nero · c3 pedone del nero · d3 cavallo del bianco · f3 cavallo del bianco · g3 pedone del nero · b2 pedone del bianco · c2 pedone del bianco · e2 cavallo del nero · g2 pedone del bianco · d1 alfiere del bianco · f1 re del nero · h1 re del bianco | c6 pedone del nero · c5 alfiere del bianco · b4 pedone del nero · c3 pedone del nero · d3 cavallo del bianco · f3 cavallo del bianco · g3 pedone del nero · b2 pedone del bianco · c2 pedone del bianco · e2 cavallo del nero · g2 pedone del bianco · d1 alfiere del bianco · f1 re del nero · h1 re del bianco | 1 |
|   | a | b | c | d | e | f | g | h |   |

Soluzione:
1. b3 !

- 1... Cc1 2. Cf4 Ca2 3. Ae2#
- 1... Cg1 2. Cd4 Ce2 3. Axe2#
- 1... Cd4 2. Cg1 Cxb3 3. Ae2#
- 1... Cf4 2. Cc1 Cd3 3. Ae2#